# Jean Daninos
Pour les articles homonymes, voir Daninos.
Jean Clément Daninos, né le 2 décembre 1906 à Paris et décédé le 13 octobre 2001 à Cannes, est un industriel français qui a travaillé dans l'automobile et l'aéronautique avant de prendre la tête de la Société Facel en août 1945 qu'il orienta vers la construction d'automobiles de prestige en créant en 1954, la marque Vega vite rebaptisée Facel Vega qui dura seulement dix ans, jusqu'en 1964. Son frère Pierre Daninos est un écrivain devenu célèbre au milieu des années 1950 avec son ouvrage humoristique Les Carnets du Major Thompson.

## Biographie

### Débuts
Jean Daninos fait ses débuts dans l'automobile en 1928 en entrant à 22 ans aux usines Citroën. Il collabore au développement des carrosseries « tout acier » et participe au développement des modèles coupés et cabriolets de la célèbre Traction Avant lancée en 1934.
En 1935, il rejoint le constructeur d'avions Morane-Saulnier où il travaille sur les ailes de l'avion de chasse MS 405, dont la caractéristique principale est de posséder des nervures en acier inoxydable (acier importé par la société Métallon) soudées électriquement par points.
En 1937, il s'établit à son compte en tant qu'ingénieur conseil. Il collabore avec différentes sociétés aéronautiques comme Farman, Fairey et Bronzavia. Chargé de réorganiser le département de chaudronnerie aéronautique de cette société, il en devient alors l'un des directeurs techniques.

### Facel

#### Création
Le 20 décembre 1939, Bronzavia crée une petite filiale, la société des Forges et Ateliers de Constructions d'Eure-et-Loir, donnant l'acronyme commercial FACEL. 
Installée à Dreux (Eure-et-Loir), d'où son nom, elle est dirigée par Marcel Koëhler jusqu'en 1945 (connu par sa marque de motocyclettes Koehler Escoffier). En juin 1940, l'usine de Dreux est occupée et les activités sont transférées dans une usine de la région parisienne, à Colombes. 
Durant l'Occupation, la production de Facel, en plus de la sous-traitance aéronautique pour l'usine mère Bronzavia, fabrique des gazogènes pour les automobiles.
En 1941, Jean Daninos, toujours directeur technique chez Bronzavia, part aux États-Unis où il poursuit l'effort de guerre auprès des Alliés en dirigeant une nouvelle usine de sous-traitance pour l'aviation militaire exploitant les brevets Bronzavia, la General Aircraft Equipment Inc.
Après la fin des hostilités, Facel est détachée de Bronzavia et devient une société indépendante. Jean Daninos revient alors en France pour en prendre la direction. Il en est nommé PDG en août 1945 et fusionne Facel avec la société commerciale Métallon (importation d'acier suédois) pour former la Compagnie Facel-Métallon. Dès lors, il oriente la société vers l'automobile. En janvier 1953, la compagnie Facel-Métallon est restructurée en deux sociétés distinctes : Facel S.A. (société industrielle) et Métallon S.A. (société commerciale).

#### L'apogée
En 1948, Facel se diversifie avec un département de carrosserie de luxe qui produit dans les années suivantes 23 500 Simca 8 Sport , 2 200 Ford Comète et 13 Bentley Cresta.
En 1950, Facel devient un fournisseur de Vespa en réalisant les pièces de 220 000 coques du célèbre scooter sous licence Piaggio, puis les pièces embouties et soudées de la petite voiture Vespa 400. 
À partir de 1951, Facel réalise également la fabrication de 9 630 carrosseries de Delahaye VLR, la voiture qui a vainement tenté de remplacer la Jeep dans l'armée française, ainsi que de 18 738 camionnettes et cabines de camions Simca, Delahaye et Somua.
Le département Aviation de Facel construit de son côté les chambres de combustion pour les moteurs à réaction Rolls Royce produits sous licence par Hispano-Suiza.
Le développement de ces activités amène Jean Daninos à intégrer une troisième usine à Amboise (ex-usine Bronzavia). Facel dispose ainsi de trois branches parfaitement distinctes :
- construction automobile, à Colombes et à Dreux ;
- aviation et équipement en acier inoxydable, à Amboise ;
- emboutissage et tôlerie, à Amboise.

Les effectifs de Facel sont de 1 700 personnes et la production automobile atteint 100 exemplaires par jour.
Enfin en 1954, convaincu de l'existence d'une clientèle potentielle internationale et enthousiasmée par les perspectives de l'économie globale, Jean Daninos crée la marque Véga dans l'intention de succéder aux prestigieux constructeurs automobiles français de l'avant-guerre qu'étaient Bugatti, Delage, Delahaye, Hotchkiss et Talbot. 
La première Véga est présentée à la presse le 29 juillet 1954 puis au public au Salon de l'Auto de Paris d'octobre 1954. Dès l'année suivante, le nom de la société Facel est accolé à celui de Véga et la marque devient officiellement Facel Véga.

#### Les difficultés
Malgré un succès d'estime croissant, et une qualité de fabrication indéniable, les luxueuses Facel Vega, aux puissants moteurs V8 Chrysler, restent des voitures d'exception dont la production est insuffisante pour permettre la survie de la marque. Jean Daninos essaie alors d'élargir sa gamme vers le bas avec la petite Facellia. 
Les investissements nécessaires à l'adaptation de l'outillage de ses usines l'amènent à solliciter auprès de l'État, par l'intermédiaire du Crédit national, un prêt de 600 millions d'anciens francs remboursable en 10 ans. Malheureusement, la nouvelle Facellia est affectée de graves défauts de jeunesse qui entraînent le remplacement sous garantie de quelque 300 moteurs et qui conduisent les finances de la société dans une spirale de déficits.

#### L'État français aide Facel
Une restructuration draconienne est irrémédiable et l'État est à nouveau sollicité. Grâce à la volonté du Premier ministre — Michel Debré — un nouveau prêt, cette fois de 1 milliard d'anciens francs est débloqué, mais à la condition que Facel soit gérée par de nouveaux actionnaires industriels apportant également des nouveaux capitaux.
Jean Daninos approche alors un de ses fournisseurs, la Société des Fonderies de Pont-à-Mousson (qui réalise le  moteur de la Facellia), et un de ses principaux clients, Hispano-Suiza. Un troisième partenaire, Mobil Oil France, accepte de se joindre à ce nouveau noyau dur d'actionnaires. 
Le 9 août 1961, Jean Daninos est démis de ses fonctions et Jean Belin est nommé PDG. Jean Daninos reste néanmoins vice-président et, surtout, il conserve son poste de directeur technique ce qui lui permettra de sortir les Facel II (1961), Facel III (1963) et Facel 6 (1964).
En février 1962, les représentants de Pont-à-Mousson et d'Hispano-Suiza démissionnent et le 10 juillet 1962, le conseil d'administration de Facel vote le principe d'une liquidation amiable de la société et accepte la démission de Jean Belin.

#### La fin
En juillet 1963 — après les débuts prometteurs de la Facel III — le liquidateur confie la société en location-gérance libre à la société SFERMA, une filiale de Sud-Aviation en attendant de trouver un repreneur définitif. 
Hélas, aucune solution n'est trouvée — malgré le lancement prometteur de la Facel 6 (première Facel Véga 6 cylindres) — et, après avoir exposé une dernière fois ses trois modèles — Facel II (8 cylindres), Facel 6 (6 cylindres) et Facel III (4 cylindres) — au Salon de l'Auto de Paris d'octobre 1964, Facel ferme définitivement ses portes dans l'indifférence générale en cette période de plein emploi.
La toute dernière marque française de prestige a vécu.